# 卢瓦塞-屈莱
卢瓦塞-屈莱（法語：Loisey-Culey，法語發音：[lwazɛ kylɛ]）是法国默兹省的一个旧市镇，属于巴勒迪克区。卢瓦塞-屈莱于1973年由市镇卢瓦塞（Loisey）和屈莱（Culey）合并而成。2014年，卢瓦塞-屈莱拆分回原来的两市镇。

## 地理
卢瓦塞-屈莱（48°45'57"N, 5°17'8"E）面积24.48 平方千米，位于法国大東部大區默兹省，该省份为法国西北部内陆省份，北与比利时接壤，西接马恩省和阿登省，南至上马恩省和孚日省，东临默尔特-摩泽尔省。
卢瓦塞-屈莱的时区为UTC+01:00、UTC+02:00（夏令时）。

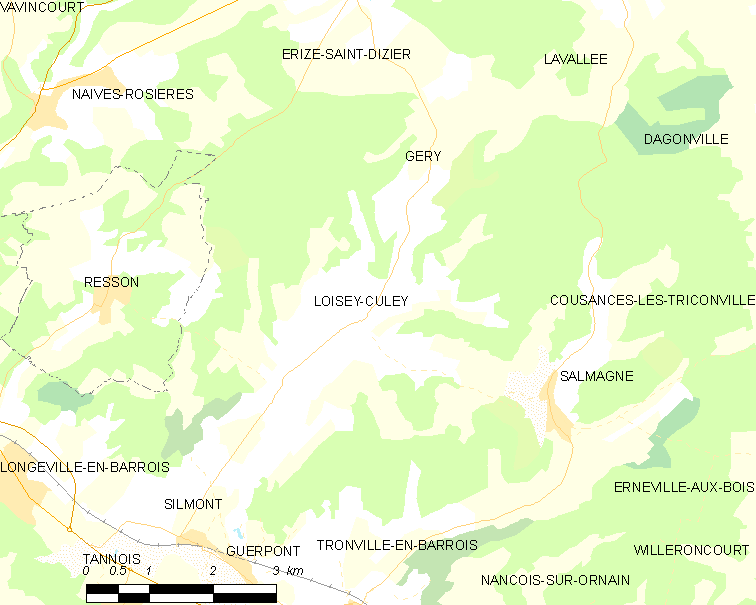
卢瓦塞-屈莱的OSM定位图

## 行政
卢瓦塞-屈莱的邮政编码为55000，INSEE市镇编码为55298。

## 人口

1962-2008年间卢瓦塞-屈莱人口变化图示

卢瓦塞-屈莱于2012年1月1日时的人口数量为464人。